# جان بيار دوبويس
جان بيار دوبويس (بالفرنسية: Jean-Pierre Dubois)‏ هو محامي فرنسي، ولد في 15 مايو 1952.